# Шнеберг (Баварія)
Шнеберг (нім. Schneeberg) — громада в Німеччині, розташована в землі Баварія. Підпорядковується адміністративному округу Нижня Франконія. Входить до складу району Мільтенберг.
Площа — 16,60 км2. Населення становить 1738 ос. (станом на 31 грудня 2020).